# سیارک ۱۵۲۵۵۹
سیارک ۱۵۲۵۵۹ (به انگلیسی: 152559 Bodelschwingh، نامگذاری:1990TM13) صد و پنجاه و دو هزار و پانصد و پنجاه و نهمین سیارک کشف شده‌است که در ۱۲ اکتبر ۱۹۹۰ کشف شد.